# Vezio Melegari
Vezio Melegari (Genova, 1º dicembre 1921 – Milano, 11 giugno 2009) è stato uno scrittore e fumettista italiano.

## Biografia
Prese parte alla seconda guerra mondiale, venendo internato nel campo di concentramento di Hereford, e rientrato in Italia nel dopoguerra si laureò in lingue e pedagogia. Maestro elementare, iniziò a collaborare come disegnatore e autore di racconti e rubriche con pubblicazioni per bambini e ragazzi come Lo Scolaro ed Esploriamo. Fu in seguito collaboratore del Corriere dei Piccoli, sia in ambito fumettistico come autore di testi (suo il popolare Tribunzio, illustrato da Leone Cimpellin), sia come autore di redazionali e rubriche, tra cui la celebre I pollici di Melegari.
Nel 1961 aprì una propria agenzia a Milano, "Il Soldatino", con cui gestì importanti fumettisti come Benito Jacovitti, Nicola Del Principe, Angelo Scariolo e Umberto Manfrin nonché la rappresentanza per l'Italia di Hanna & Barbera. Tra il 1977 e il 1982 fu direttore del Mensile di Barbapapà, che sotto la sua direzione toccò le 200 000 copie vendute.
Co-fondatore del Premio Bancarellino, dal 1960 fu dirigente della Mondadori e autore di numerosi libri per ragazzi, alcuni dei quali divennero best seller e conobbero numerose riedizioni. Chiusa l'esperienza con Mondadori, negli anni '90 pubblicò alcuni libri per la De Agostini. Vinse due volte la Palma d'argento al Salone dell'umorismo di Bordighera, nel 1962 con Gingilla e altre novelle e nel 1965 con Missilino Fiordimarte.
Fu anche autore di alcuni programmi televisivi per la RAI.

## Opere
- Invito al collezionismo, illustrazioni di Flavio Ghiringhelli, Milano, Mondadori, 1977, SBN RAV0170274.
- Le grandi battaglie, illustrazioni di Ezio Giglioli e Gianni Renna, Milano, Mondadori, 1978, SBN RMS0155929.